# Klicówka
Klicówka – wzgórze o wysokości 280 m n.p.m. Znajduje się na Garbie Tenczyńskim w północnej części miejscowości Nielepice (na granicy z Rudawą) w województwie małopolskim, na terenie Tenczyńskiego Parku Krajobrazowego. Północne zbocze opada stromo do Rowu Krzeszowickiego, a zachodnie do Doliny Nielepickiej. Przy szczycie znajdują się bunkry z 1944.